# Guillaume Thabaud de Bois-La-Reine
Guillaume Thabaud de Bois-La-Reine (ou simplement Thabaud-Boislareine) est un homme politique français né le 27 novembre 1755 à Neuvy-Saint-Sépulchre (Indre) et décédé le 11 février 1836 à Châteauroux (Indre).

## Biographie

### Origines familiales et jeunesse
Guillaume Thabaud-Boislareine appartient à une famille de propriétaires de fiefs ruraux établis dans la région de La Châtre et de Neuvy-Saint-Sépulchre (Indre). C'est une famille ancienne et aux branches multiples, qui a donné des prêtres, des hommes de loi, des marchands. Lui-même est le second fils de Hyacinthe Thabaud, sieur de Chantôme, et de Marie Duris de Vineuil. Son enfance se déroule vraisemblablement dans la maison de maître construite par son père à Archy, commune de Mouhers (Indre), où séjournera plus tard son neveu, le futur homme de lettres Henri de Latouche. 
Licencié en droit, il obtient en 1784 la charge de prévôt de la connétablie et maréchaussée de Châteauroux. A ce titre, il est exempté du paiement des tailles et capitations jusqu’en 1789, mais renonce alors à ses privilèges fiscaux et acquitte une contribution pour les six derniers mois de l’année. Ouvert aux idées nouvelles, il est inscrit dès 1780 à Châteauroux dans la loge des "Amis Réunis", où il passe maître en 1785. 

### Carrière politique
En 1790, Guillaume Thabaud-Boilareine devient administrateur du district, puis du département ; en 1792, il est nommé commissaire pour compléter l’armée, tant en troupes de ligne qu’en volontaires. Le 9 septembre 1792, il est élu, au cinquième tour, représentant de l'Indre à la Convention ; il exercera son mandat jusqu’au 26 octobre 1795, siégeant dans les rangs de la Gauche. Lors du procès de Louis XVI, il est l'un des deux députés du département sur six qui opine pour la culpabilité du Roi du chef de conspiration, rejette l'appel au peuple, se prononce pour la peine capitale (et l'amendement Mailhe), enfin s'oppose à un sursis éventuel. Il est nommé adjoint aux comité d'agriculture et du commerce le 2 frimaire an II-22 novembre 1793.  Cependant il ne joue qu'un rôle insignifiant dans les débats de la Convention montagnarde. Il se rallie à la réaction thermidorienne et fait partie en 1795 de la commission de 21 membres chargée de poursuivre Joseph Le Bon.  
Après la dissolution de la Convention, il passe au Conseil des Cinq-Cents le 21 vendémiaire an IV et en sort dans l'année avant d'être élu au Conseil des Anciens le 21 germinal an VI. En 1797, au rétablissement de la Loterie devenue nationale (décret du Directoire du 17 vendémiaire an VI), il est l'un des trois administrateurs désignés et sera maintenu à ce poste après le 18 brumaire jusqu'à la chute de l'Empire.  
Par lettres patentes du 18 juin 1809, il est créé baron de l'Empire. Peu après, en 1811, il sollicite la constitution d'un majorat, que lui permet son niveau de fortune, laquelle s'est accrue régulièrement. Désormais, il est autorisé à se faire appeler "baron de Surins". Il est de nouveau député de l'Indre en 1815, pendant les Cent-Jours et reçoit la croix de la Légion d'Honneur.

### Sous la Restauration
Au deuxième retour des Bourbons, il échappe à une tentative d'arrestation par la gendarmerie dans son château de Chamousseau (commune de Villedieu-sur-Indre), sans doute en raison de la complicité de certains officiers. Frappé par la loi du 12 janvier 1816, il se réfugie à Bruxelles, où il reste jusqu'en 1819, bénéficiant alors d'un sursis indéfini "en raison de la destination charitable d'une partie du produit de la Loterie Nationale" qu'il administrait.
Il rentre alors dans l'Indre et mourra à quatre-vingt ans à son domicile, rue des Pavillons à Châteauroux. Il repose au cimetière Saint-Denis de Châteauroux dans une tombe restaurée en 2017.

### Mariage et descendance
Guillaume Thabaud-Boislareine se marie à Paris, le 17 prairial an V (5 juin 1797), avec Catherine Victoire David de Rouville (1764-1831). Il n'aura qu'une fille; Marie-Françoise (dite Fanny), née un an plus tôt, en 1796.  En avril 1813 celle-ci épouse Jean Louis Des Aix de Veygoux (1790-1845), neveu du général tué à Marengo. Elle mourra à vingt-cinq ans, en 1821, laissant trois enfants.  
L'arrière-petit-fils de Guillaume Thabaud-Boislareine est le collectionneur Ulrich Richard-Desaix (1838-1924), dont un fonds important de livres et documents ainsi que ceux de son propre fils, Edme Richard (1888-1969), ont été recueillis par la bibliothèque de Châteauroux.     

## Hommages

### Noms de rues
À Châteauroux, la rue, précédemment nommée "rue Saint-Jacques" a reçu le nom de "rue Thabaud-Boislareine" par décision du conseil municipal du 18 décembre 1888, à la veille du centenaire de la Révolution française. 
Il existe également des rues "Tabaud-Boislareine" à Neuvy-Saint-Sépulchre (36230), sa ville natale, et à Villedieu-sur-Indre (36320). 